# Championnats du monde de pentathlon moderne 1982
Navigation
Édition précédente Édition suivante
Les championnats du monde de pentathlon moderne 1982, vingt-sixième édition des championnats du monde de pentathlon moderne, ont eu lieu en 1982 à Rome, en Italie, et Compiègne, en France.